# گیل برودسکی
 گیل برودسکی (انگلیسی: Gail Brodsky؛ زاده ۵ ژوئن ۱۹۹۱) یک تنیس‌باز اهل ایالات متحده آمریکا است.